# Брен (кантон)
Брен (фр. Braine) — упраздненный кантон во Франции, регион Пикардия. Департамент кантона — Эна. Входил в состав округа Суасон. Население кантона на 2011 год составляло 11 636 человек.
Код INSEE кантона — 0204. Всего в кантон Брен входила 41 коммуна, из них главной являлась Брен.

## Коммуны кантона
В состав кантона входят коммуны (население по данным Национального института статистики за 2011 г.):
- Аси — население 989 чел.
- Базош-сюр-Вель — население 464 чел.
- Бланзи-ле-Фим — население 93 чел.
- Брен — население 2 196 чел.
- Бренель — население 197 чел.
- Брюи — население 19 чел.
- Васни — население 209 чел.
- Вилле-ан-Прейер — население 126 чел.
- Виль-Савуа — население 59 чел.
- Восере — население 103 чел.
- Вотен — население 50 чел.
- Вьель-Арси — население 177 чел.
- Глен — население 231 чел.
- Дюизель — население 117 чел.
- Жуэнь — население 163 чел.
- Кенси-су-ле-Мон — население 65 чел.
- Куврель — население 191 чел.
- Курсель-сюр-Вель — население 355 чел.
- Леж — население 83 чел.
- Лиме — население 184 чел.
- Лонгваль-Барбонваль — население 490 чел.
- Люи — население 149 чел.
- Мерваль — население 92 чел.
- Мон-Нотр-Дам — население 697 чел.
- Мон-Сен-Мартен — население 88 чел.
- Ожи — население 91 чел.
- Паар — население 294 чел.
- Перль — население 81 чел.
- Прель-э-Бов — население 362 чел.
- Ревийон — население 71 чел.
- Сен-Мар — население 113 чел.
- Сен-Тибо — население 62 чел.
- Серваль — население 47 чел.
- Сермуаз — население 329 чел.
- Серсёй — население 92 чел.
- Серш — население 315 чел.
- Си-ла-Коммюн — население 154 чел.
- Сири-Сальсонь — население 878 чел.
- Таньер — население 14 чел.
- Шасми — население 807 чел.
- Шери-Шартрёв — население 339 чел.

## Экономика
Структура занятости населения:
- сельское хозяйство — 11,6 %
- промышленность — 18,8 %
- строительство — 13,1 %
- торговля, транспорт и сфера услуг — 28,4 %
- государственные и муниципальные службы — 28,2 %

## Политика
На президентских выборах 2012 г. жители кантона отдали в 1-м туре 31,0 % голосов Марин Ле Пен против 24,7 % у Николя Саркози и 23,2 % у Франсуа Олланда, во 2-м туре в кантоне победил Саркози, получивший 52,1 % (2007 г. 1 тур: Саркози — 29,8 %, Сеголен Руаяль — 20,5 %; 2 тур: Саркози — 57,7 %). На выборах в Национальное собрание в 2012 г. по 5-му избирательному округу департамента Эна они в 1-м туре отдали большинство голосов — 33,0 % — действующему депутату, кандидату партии Союз за народное движение Изабель Вассёр, но во 2-м туре в кантоне победил единый кандидат левых Жак Крабаль, получивший 39,3 % голосов (из трех кандидатов).
|  | Кандидат        | Партия             | % голосов |
|  | --------------- | ------------------ | --------- |
|  | Эрнест Тамплье  | Радикальная партия | 66,69     |
|  | Кристоф Факсини | Национальный фронт | 33,31     |

|  | Кандидат       | Партия             | % голосов |
|  | -------------- | ------------------ | --------- |
|  | Эрнест Тамплье | Радикальная партия | 70,98     |
|  | Доминик Гиду   | Национальный фронт | 29,02     |